# New Romantics
«New Romantics» — сьомий і фінальний сингл п'ятого студійного альбому американської поп-співачки Тейлор Свіфт — 1989. В США сингл вийшов як п'ятий промосингл 3 березня 2015 року. Як сьомий і фінальний офіційний сингл пісня вийшла на радіо 23 лютого 2016 року. Пісня написана Тейлор Свіфт, Максом Мартіном та Shellback; спродюсована Максом Мартіном та Shellback. Прем'єра музичного відео відбулася 6 квітня 2016 року.

## Історія
19 лютого 2016 року Свіфт оголосила, що «New Romantics» стане сьомим та фінальним синглом з альбому 1989. Лейбл Republic Records у партнерстві з Big Machine відправили пісню на американські радіостанції музики Contemporary hit radio та 23 лютого на радіостанції Hot adult contemporary. Сингл досяг 46-го місця в Billboard Hot 100. Тираж New Romantics склав 0,5 млн цифрових копій в США й отримав золоту сертифікацію.

## Музичне відео
Музичне відео зрежисоване Йонасом Акерландом, що складається з концерту та залаштункових зйомок під час "1989 World Tour" у 2015 році. Прем'єра відбулася 6 квітня 2016 року на Apple Music, а на YouTube відеокліп був опублікований 13 квітня 2016 року. 
Станом на березень 2024 року музичне відео набрало 124 мільйони переглядів.

## Чарти
| Чарт (2015-16)                            | Місце |
| ----------------------------------------- | ----- |
| Australian Singles Chart                  | 35    |
| Belgium (Ultratop 50 Flanders) (Фландрія) | 33    |
| Canada (Canadian Hot 100)                 | 58    |
| Canada AC (Billboard)                     | 46    |
| Canada CHR/Top 40 (Billboard)             | 24    |
| Canada Hot AC (Billboard)                 | 31    |
| France French Singles Chart               | 190   |
| Iceland (RÚV)                             | 12    |
| Japan Japanese Singles Chart              | 90    |
| Lebanon (Lebanese Top 20)                 | 18    |
| Scotland (Official Charts Company)        | 40    |
| Slovakia (Singles Digitál Top 100)        | 59    |
| UK Singles (Official Charts Company)      | 132   |
| US Billboard Hot 100                      | 46    |
| US Adult Contemporary (Billboard)         | 18    |
| US Adult Top 40 (Billboard)               | 9     |
| US Mainstream Top 40 (Billboard)          | 18    |

## Продажі
| Країна           | Сертифікація (таблиця продажів та сертифікатів) | Продажі  |
| ---------------- | ----------------------------------------------- | -------- |
| Австралія (ARIA) | Золото                                          | +35,000  |
| США (RIAA)       | Золото                                          | +500,000 |

## Історія релізів
| Регіон | Дата           | Формат                             | Лейбл                | Виноски |
| ------ | -------------- | ---------------------------------- | -------------------- | ------- |
| США    | 3 березня 2015 | Цифрове завантаження – промо-сингл | Big Machine          | [ 6 ]   |
| США    | 23 лютого 2016 | Contemporary hit radio             | Big Machine Republic | [ 7 ]   |